# Federico
Pour les articles homonymes, voir Federico (homonymie).
Federico est un prénom masculin espagnol et italien, dérivé de Frédéric. Il est notamment porté par :

## Prénom

### A-B-C
- Federico Agliardi (né en 1983), joueur italien de football
- Federico Ambrosio (né en 1989), joueur italien de rink hockey
- Federico Andahazi (né en 1963), écrivain argentin
- Federico Andrada (né en 1994), joueur argentin de football
- Federico Malo Andrade (1859-1932), homme d'affaires équatorien
- Federico Andreotti (1847-1930), peintre italien
- Federico Arcos (1920-2015), militant anarchiste catalan
- Federico Axat (né en 1975), écrivain argentin de thriller
- Federico Bahamontes (né en 1928), coureur cycliste espagnol
- Federico Balzaretti (né en 1981), joueur italien de football
- Federico Barba (né en 1993), joueur italien de football
- Federico Bellazzi (1825-1868), homme politique italien
- Federico Bencovich (1667-1753), peintre baroque italien
- Federico Bernardeschi (né en 1994), joueur italien de football
- Federico Bocchia (né en 1986), nageur italien de nage libre
- Federico Bonaventura (1555-1602), philosophe et humaniste italien
- Federico Bonazzoli (né en 1997), joueur italien de football
- Federico Bondi (né en 1975), réalisateur italien
- Federico Borromeo
- Federico Bruno (né en 1993), athlète argentin en demi-fond
- Federico Burchio (né en 1996), coureur cycliste italien
- Federico Busonero (né en 1955), photographe italien
- Federico Caffè (1914-1987/98), économiste italien
- Federico Campanella (1804-1884), homme politique et patriote italien
- Federico Canuti (né en 1985), coureur cycliste italien
- Federico Castellón (1914-1971), peintre et graveur américain
- Federico Cattaneo (né en 1993), athlète sprinteur italien
- Federico Cervelli (1625-1700), peintre italien
- Federico Cesi (1585-1630), scientifique et naturaliste italien
- Federico Chaves (1882-1978), homme politique paraguayen
- Federico Chiesa (né en 1997), joueur italien de football
- Federico Colbertaldo (né en 1988), nageur italien de nage libre
- Federico Baldeschi Colonna (1625-1691), cardinal italien
- Federico Commandino (1509-1575), humaniste et mathématicien italien
- Federico Confalonieri (1785-1846), patriote italien
- Federico Consolo (1841-1906), violoniste et compositeur italien
- Federico Conti (?-1477), typographe et éditeur italien
- Federico Craveri (1815-1890), géologue et naturaliste italien
- Federico Crescentini (1982-2006), joueur saint-marinais de football
- Federico Curiel (1917-1985), réalisateur et producteur mexicain

### D-E-F-G
- Federico D'Incà (né en 1976), homme politique italien
- Federico De Robertis (né en 1962), compositeur et chanteur italien
- Federico De Roberto (1861-1927), écrivain italien
- Federico Delbonis (né en 1990), joueur argentin de tennis
- Federico Delpino (1833-1905), botaniste italien
- Federico Dimarco (né en 1997), joueur italien de football
- Federico Echave (né en 1963), coureur cycliste espagnol
- Federico Faggin (né en 1941), physicien et inventeur italien
- Federico Faruffini (1833-1869), graveur et peintre italien
- Federico Fazio (né en 1987), joueur argentin de football
- Federico Fellini (1920-1993), réalisateur et scénariste italien
- Federico Fernández (né en 1989), joueur argentin de football
- Federico Gastón Fernández (né en 1989), joueur argentin de handball
- Federico Fernández Onega (né en 1992), joueur argentin de hockey sur gazon
- Federico Ferrari (né en 1969), philosophe et critique d'art italien
- Federico Ferrone (né en 1981), réalisateur italien
- Federico Figner (1866-1947), réalisateur tchèque
- Federico Brito Figueroa (1921-2000), historien marxiste et anthropologue vénézuélien
- Federico Finchelstein (né en 1975), historien argentin
- Federico Franchi (1974-2018), disc jockey italien
- Federico Franco (né en 1962), président du Paraguay
- Federico Fratini (1828-1877), homme politique italien
- Federico Frezzi (XVe siècle), théologien et poète italien
- Federico Galeaz (né en 1936), coureur cycliste italien
- Federico Borrell García (1912-1936), milicien anarcho-syndicaliste espagnol
- Federico Gasperoni (né en 1976), joueur saint-marinais de football
- Federico Gay (1896-1989), coureur cycliste italien
- Federico Andres Genoud (né en 1981), joueur argentin de rugby
- Federico Ghiotto (né en 1963), coureur cycliste italien
- Federico Grabich (né en 1990), nageur argentin de nage libre
- Federico Tinoco Granados (1868-1931), homme d'État et président du Costa Rica
- Federico Carlos Gravina y Nápoli (1756-1806), amiral espagnol
- Federico Grisone (XVIe siècle), écuyer napolitain
- Federico Ibarra Groth (né en 1946), compositeur mexicain
- Federico Gualdi (XVIIe siècle), alchimiste italien

### H-I-K-L
- Federico Halbherr (1857-1930), archéologue et épigraphiste italien
- Federico Rodriguez Hertz (né en 1973), mathématicien uruguayen
- Federico Higuaín (né en 1984), joueur argentin de football
- Federico Insúa (né en 1980), joueur argentin de football
- Federico Israel (né en 1956), joueur philippin de basket-ball
- Federico Krutwig (1921-1998), écrivain et homme politique espagnol
- Federico Lardi (né en 1985), joueur suisse de hockey sur glace
- Federico Leo (né en 1988), pilote automobile italien
- Federico Lombardi (né en 1942), prêtre jésuite italien
- Federico Longo (né en 1972), chef d'orchestre et compositeur italien
- Federico García Lorca (1898-1936), dramaturge et peintre espagnol
- Federico Jiménez Losantos (né en 1951), journaliste et écrivain espagnol
- Federico Leonardo Lucia (né en 1989), rappeur italien
- Federico Luppi (1936-2017), acteur argentin

### M-N-O-P
- Federico Macheda (né en 1991), joueur italien de football
- Federico de Madrazo (1815-1894), peintre espagnol
- Federico Mancuello (né en 1989), joueur argentin de football
- Federico Marchetti (né en 1983), joueur italien de football
- Federico Beltrán Masses (1885-1949), peintre espagnol
- Federico Mattiello (né en 1995), joueur italien de football
- Federico Medem (1912-1984), herpétologiste colombien
- Federico Méndez (né en 1972), joueur argentin de rugby
- Federico Moccia (né en 1963), écrivain et réalisateur italien
- Federico Moja (1802-1885), peintre italien
- Federico Mompellio (1908-1989), musicologue et compositeur italien
- Federico Mompou (1893-1987), compositeur et pianiste espagnol
- Federico Moretti (1769-1839), militaire et compositeur de musique espagnol
- Federico Munerati (1901-1980), joueur et entraîneur italien de football
- Federico Nicolao (né en 1970), philosophe et écrivain italien
- Federico de Onís (1885-1966), écrivain et critique littéraire espagnol
- Federico Pellegrini, chanteur et guitariste français
- Federico Petrucci (mort en 1348), jurisconsulte et universitaire italien
- Federico Pinedo
- Federico Piovaccari (né en 1984), joueur italien de football
- Federico Pizarro
- Federico Pucciariello (né en 1975), joueur italien de rugby

### R-S-T-V-W-Z
- Federico Ricci (1809-1877), compositeur italien
- Federico Rocchetti (né en 1986), coureur cycliste italien
- Federico Roncali (1809-1857), homme d'État et militaire espagnol
- Federico Salvatore (né en 1959), chanteur et artiste de cabaret italien
- Federico Sandi (né en 1989), pilote de moto italien
- Federico Sanseverino (1475/77-1516), cardinal catholique italien
- Federico Santander (né en 1991), joueur paraguayen de football
- Federico Maria Sardelli (né en 1963), chef d'orchestre et musicien italien
- Federico Sartor (né en 1995), coureur cycliste italien
- Federico Sboarina (né en 1971), homme politique italien
- Federico Serra
- Federico Spinola (1571-1603), militaire et marin génois
- Federico Stragà (né en 1972), chanteur italien
- Federico Sturzenegger (né en 1966), économiste et homme politique argentin
- Federico Tarragoni (né en 1983), sociologue italien
- Federico Tedeschini (1873-1959), cardinal catholique italien
- Federico Todeschini (né en 1975), joueur argentin de rugby
- Federico Tontodonati (né en 1989), athlète italien
- Federico Moreno Torroba (1891-1982), compositeur espagnol
- Federico Valentini (né en 1982), coureur cycliste et footballeur saint-marinais
- Federico Valle (1880-1960), réalisateur et producteur italien
- Federico Valverde (né en 1998), joueur uruguayen de football
- Federico Villagra (né en 1969), pilote de rallye argentin
- Federico Viñas (né en 1998), joueur uruguayen de football
- Federico Viviani (né en 1992), joueur italien de football
- Federico Wilde (1909-?), joueur argentin de football
- Federico Zandomeneghi (1841-1917), peintre impressionniste italien
- Federico Zani (né en 1989), joueur italien de rugby
- Federico Mayor Zaragoza (né en 1934), homme politique et diplomate espagnol
- Federico Zeri (1921-1998), expert italien en histoire de l'art
- Federico Zurlo (né en 1994), coureur cycliste italien

### Deuxième prénom
- Giorgio Federico Ghedini (1892-1965), compositeur italien
- Luis Federico Leloir (1906-1987), biochimiste argentin
- Michele Federico Sciacca (1908-1975), philosophe italien
- Juan Federico Ponce Vaides (1889-1956), homme politique guatemaltèque